# IC 5026
IC 5026 је спирална галаксија у сазвјежђу Октант која се налази на листи објеката дубоког неба у Индекс каталогу.
Деклинација објекта је - 78° 4' 8" а ректасцензија 20h 48m 27,6s. Привидна величина (магнитуда) објекта IC 5026 износи 14,8 а фотографска магнитуда 15,5. Налази се на удаљености од 34,870 милиона парсека од Сунца. IC 5026 је још познат и под ознакама ESO 26-6, FGCE 1519, PGC 65426.